# Brooker, South Australia
Brooker är en ort i Australien. Den ligger i kommunen Tumby Bay och delstaten South Australia, omkring 260 kilometer väster om delstatshuvudstaden Adelaide. Orten hade 76 invånare år 2016.
Trakten runt Brooker är nära nog obefolkad, med mindre än två invånare per kvadratkilometer.. Närmaste större samhälle är Ungarra, omkring 16 kilometer sydost om Brooker.
Trakten runt Brooker består till största delen av jordbruksmark. Genomsnittlig årsnederbörd är 516 millimeter. Den regnigaste månaden är juni, med i genomsnitt 123 mm nederbörd, och den torraste är januari, med 14 mm nederbörd.